# Adenopilina
Adenopilina is een geslacht van weekdieren uit de familie van de Neopilinidae.

## Soort
- Adenopilina adenensis (Tebble, 1967)